# Sakarja av Israel
Sakarja var kung i Israel under 6 månader ca 770 f.Kr. och efterträdde sin far, Jerobeam II. Sakarja blev mördad (2 Kung 15:10) och hans mördare, Shallum blev ny kung i Israel efter honom.